# Nereis imperfecta
Nereis imperfecta är en ringmaskart som beskrevs av Gravier och Dantan 1936. Nereis imperfecta ingår i släktet Nereis och familjen Nereididae. Inga underarter finns listade i Catalogue of Life.